# 蔣子文

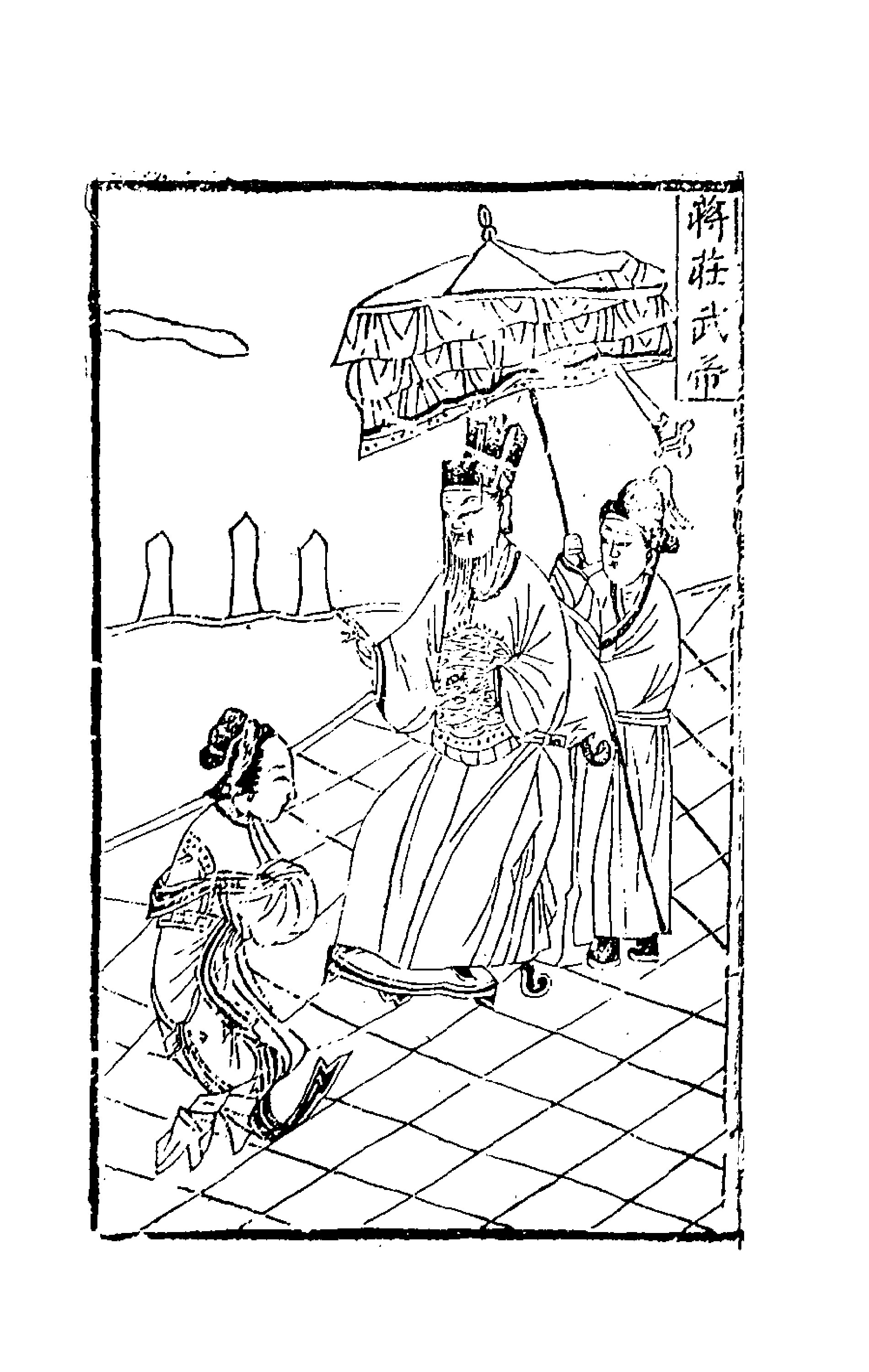
蔣子文

蔣子文，或說名歆，字子文，人尊為蔣侯，蔣王、蔣山王。東漢末年時期廣陵郡人，任秣陵县（今江苏省南京市）縣尉。嗜酒好色，但他卻認為自己骨相清奇，死後將會成神。蔣後來在平亂的戰役中，追擊賊兵至钟山山腳下，被賊兵擊傷額頭，爾後戰死殉職。
三國時，蔣子文果然多次顯靈，於是孫權封他為钟山山神，並將钟山改名為蔣山。在南齊永元年間，甚至被封為帝。民間傳說，他後來被改封到了地府，成為十殿閻羅的第一殿秦廣王。

## 相關典故

### 《搜神記》卷五
蔣子文者，廣陵人也。嗜酒好色，挑撻無度。常自謂己：“骨清，死當為神。”漢末，為秣陵尉，逐賊至鐘山下，賊擊傷額，因解綬縛之，有頃遂死。及吳先主之初，其故吏見文於道，乘白馬，執白羽，侍從如平生。見者驚走。文追之，謂曰：“我當為此土地神，以福爾下民。爾可宣告百姓，為我立祠。不爾，將有大咎。”是歲夏，大疫，百姓竊相恐動，頗有竊祠之者矣。文又下巫祝：“吾將大啟佑孫氏，宜為我立祠；不爾，將使蟲入人耳為災。”俄而小蟲如塵虻，入耳皆死，醫不能治。百姓愈恐。孫主未之信也。又下巫祝：“吾不祀，我將又以大火為災。”是歲，火災大發，一日數十處。火及公宮。議者以為「鬼有所歸，乃不為厲」，宜有以撫之。於是使使者封子文為「中都侯」，次弟子緒為「長水校尉」，皆加印綬。為立廟堂。轉號「钟山」為「蔣山」，今建康東北蔣山是也。自是災厲止息，百姓遂大事之。

### 《搜神後傳》卷五
王導子悅，為中書郎。導夢人以百萬錢買悅，導潛為祈禱者，備矣。尋掘地得錢百萬，意甚惡之，一一皆藏閉。及悅疾篤，導憂念時至，積日不食。忽見一人，形狀甚偉，被甲持刀。問：「是何人？」曰：“僕，蔣侯也。公兒不佳，欲為請命，故來爾。公勿復憂。」導因與之食，遂至數升。食畢，勃然謂導曰：“中書命盡，非可救也。”言訖不見。悅亦隕絕。
會稽鄖縣東野有女子，姓吳，字望子。路忽見一貴人，儼然端坐，即蔣侯像也，因擲兩橘與之。數數形見，遂隆情好。望子心有所欲，輒空中得之。 常思膾，一雙鯉自空而至。

### 《歷代神仙通鑑》卷十·第四節
秣陵尉蔣歆逐盜，死於钟山，封蔣侯，立廟山下。（孫）權因祖諱（孫權祖父名鍾），改名蔣山。

### 《資治通鑑》卷一百四十四
崔慧景之逼建康也，東昏侯拜蔣子文為假黃鉞、使持節、相國、太宰、大將軍、錄尚書事、揚州牧、钟山王，及（蕭）衍至，又尊子文為靈帝，迎神像入後堂，使巫禱祀求福。

### 《太平寰宇記》卷九十
蔣廟，按《金陵圖》云：钟山，故金陵山。後漢末，蔣子文為秣陵尉，逐盜钟山北，傷額而死，嘗自謂清骨，死當為人主，主禍福。至大帝卜都，子文乘白馬、搔頭（簪子）、執白羽扇見形，令故吏白吳主：「為立廟，不爾，當百姓大疫」。大帝猶未信之，又翊日見於路，曰：「當令飛蟲入人耳。」後如其言，帝詔立廟钟山，封子文為蔣侯，改钟山為蔣山，即此也。

## 歷史遺存
蔣子文的傳說不足為信，但後人為了紀念，將南京（即東漢秣陵）的紫金山改稱蔣山。在今天的南京，建有白馬公園，即以他的典故命名，並造子文閣以示紀念。